# 야쿠프 시비에르초크
야쿠프 시비에르초크(폴란드어: Jakub Świerczok, 1992년 12월 28일~)는 폴란드의 축구 선수이다. 포지션은 스트라이커이며 현재 폴란드 엑스트라클라사의 자그웽비에 루빈 소속으로 활동하고 있다.